# رباطية لانتانية
الرباطية اللانتانية أو فيبرين نوع نباتي يتبع جنس الرباطية من الفصيلة المسكية.

## البيئة والانتشار
موطن هذا النبات المغرب العربي والمشرق العربي وجنوب وغرب أوروبا.

## الوصف النباتي
الأوراق بسيطة متقابلة. الأزهار بيضاء.